# Narodne novine
 Ovo je glavno značenje pojma Narodne novine. Za druga značenja pogledajte Narodne novine (razdvojba).
Narodne novine su službeni list (glasilo) Republike Hrvatske, dostupno i u elektroničkom obliku. Sljednik su lista Novine Horvatzke, koji je zajedno s tjednim književnim prilogom Danica Horvatzka, Slavonska i Dalmatinska pokrenuo Ljudevit Gaj 6. prosinca 1835. Isprva izlaze na kajkavskom, a od 1838. na štokavskom. Iz političkih razloga više puta su mijenjale naslov: 
- Ilirske narodne novine (1836. – 1843.),
- Narodne novine (1843. – 1844.),
- Novine horvatsko-slavonsko-dalmatinske (1844. – 1847.),
- Novine dalmato-horvatsko-slavonske (1847. – 1849.),
- Narodne novine (1849. – 1853.)
- Carsko-kraljevske službe narodne novine (1853. – 1861.),
- Narodne novine (1861. – danas).

## Značaj službenog glasila Republike
Prema članku 89. Ustava Republike Hrvatske, a uzimajući u obzir jedno od glavnih načela prava ignorantia iuris nocet (s latinskog nepoznavanje prava šteti - nitko se ne može ispričavati da nije znao da nešto zakonom nije zabranjeno ili regulirano), prije nego što stupe na snagu zakoni i drugi propisi državnih tijela objavljuju se u Narodnim novinama.
Osim zakona i drugih akata Hrvatskog sabora, u Narodnim novinama objavljuju se uredbe i drugi akti Vlade Republike Hrvatske, pravilnici, naredbe, napuci koje donose nadležni ministri, presude Ustavnog suda Republike, imenovanja i razrješenja državnih dužnosnika, veleposlanika, te drugi akti državnih institucija. Također u posebnom dijelu (Narodnim novinama - Međunarodni ugovori) objavljuju se međunarodni ugovori koje je sklopila Republika Hrvatska. U njima se nalazi i oglasnik javne nabave.
Narodne novine izdaje istoimeno nakladničko, tiskarsko i trgovačko društvo, Narodne novine d.d.,  koje već pedeset godina radi na proizvodnji tiskanica i izdavanju službenog glasila Republike Hrvatske. Osim toga izdaju i knjige, časopise i multimedijske proizvode. U svojem programu imaju preko 3000 različitih vrsta tiskanica.

## Kratka povijest glasila
Današnje Narodne novine vuku porijeklo od novina, koje je su počele izlaziti godine 1835. pod imenom Novine Horvatzke. Nakladnik i urednik bio je Ljudevit Gaj. Bile su to prve novine u Zagrebu na hrvatskom jeziku. Uz drugi broj Novina Horvatzkih (10. siječnja) izlazi i njihov književni prilog: Danicza horvatzka, slavonzka y dalmatinzka. Sljedeće godine naslov je promijenjen u Novine ilirske, a nakon zabrane ilirskoga imena 1843. u Narodne novine. (Vidi članak Ilirski pokret.)
Ključni preokret nastupio je od početka 1850.: Gaj, koji se odrekao svojih ranijih političkih ideja i postao služnik tadašnje apsolutističkog režima, ishodovao je da one postanu službeni list za Hrvatsku i Slavoniju na hrvatsko-ilirskom jeziku. Novine objavljuju službene akte vlasti, ali i druge novinske i književne priloge. Ipak je sljedećih godina vlast bila nezadovoljna brojnim objavljenim člancima zbog širenja "narodno-separatističke mržnje" isl., pa je i sam Gaj neko vrijeme proveo u zatvoru. Ipak, kroz sve promjene režima i država u sljedećih 150 godina, "Narodne novine" zadržale su ulogu službenog glasila regionalnih ili državnih vlasti, sve do danas. Kvaliteta novina bitno se popravila kada je glavni urednik 1856. postao Dimitrije Demeter.
1868. godine Ljudevit Gaj prodaje Narodne novine hrvatsko-slavonskoj zemaljskoj vladi. Narodne novine nastavljaju izlaziti kao pretežno dnevni list koji se uspijeva uzdržavati od vlastitih prihoda; od 1892. godine su preseljeni uprava, uredništvo, tiskara i otpremištvo u vlastitu, novu palaču na lokaciji sadašnjeg Prilaza Đ. Deželića i Frankopanske ulice. 
Nakon državnih promjena 1918. godine Narodne novine nastavljaju poslovati kao državno glasilo, a od 1930. postaju "Službeni list Kraljevske banske uprave Savske banovine"; postom su službeno glasilo Banovine Hrvatske. Zadnji broj kao glasila Banovine Hrvatske izašao je 9. travnja 1941., objavljujući neke uredbe bazirane na sporazumu po kojem je Vladko Maček ušao u Simovićevu vladu. Zatim, već 11. travnja, Narodne novine izlaze kao prvi broj glasila Države Hrvatske /kasnije Nezavisne Države Hrvatske, objavljujući proglase Slavka Kvaternika. U doba NDH, objavljuju se u Narodnim novinama svi zakoni i drugi propisi, te druge važnije odluke vlasti. 
Nakon pada NDH, nastavljaju izlaziti kao Službeni list Federalne Hrvatske (kasnije SR Hrvatske), a zatim od odbacivanja socijalističkog imena, u srpnju 1990. kao Službeni list Republike Hrvatske.
Od 1952. djeluju kao Izdavačko poduzeće "Narodne novine", potom od kraja kolovoza 1956. pod imenom: Novinsko izdavačko poduzeće "Narodne novine", a od 1. listopada 1962. do 31. prosinca 1989. pod imenom: Tehnološko-ekonomski i novinsko-izdavački zavod "Narodne novine". 1990. se ime mijenja u Novinsko-izdavačko i štamparsko poduzeće "Narodne novine". 
Nakon što u srpnju 1990. "Narodne novine" postaje "Službeni list Republike Hrvatske", u studenome 1990.  se ime poduzeća mijenjau Javno poduzeće "Narodne novine". 2001. "Narodne novine" postaju dioničko društvo.  

## Pretraživanje glasila na Internetu
Poduzeće "Narodne novine d.d." ostvarivalo je znatan prihod prodajom papirnatog izdanja službenih novina, koje su imale brojne pretplatnike (što je razumljivo jer su jedini službeni izvor pravnih informacija). Cjelokupni sadržaj stavljen je na Internet. Rastom korisnika Interneta broj pretplatnika počeo je naglo padati, pa su to pokušali kompenzirati time što su naplaćivali korištenje pretraživača na svojim stranicama (dakle, svatko tko ne plati pretplatu je načelno mogao naći ono što ga zanima, ako zna točno u kojem se broju to nalazi). To je izazvalo revolt i kontraakciju nevladinih organizacija, tako da je "alternativni" pretraživač istih stranica bio postavljen na mrežnom sjedištu GONG-a. Nakon što se neko vrijeme oko toga vodio spor, Narodne novine d.d. morali su se povući, priznajući da zakoni moraju biti dostupni svima, kao temeljno demokratsko pravo, bez posebne naplate. Tako sada postoji pretraživač sadržaja, koji se može koristiti bez naplate.

## Vanjske poveznice
- Narodne novine, službeni list RH
- Narodne novine d.d.
- Iz povijesti Narodnih novina